# Karl Ioganson

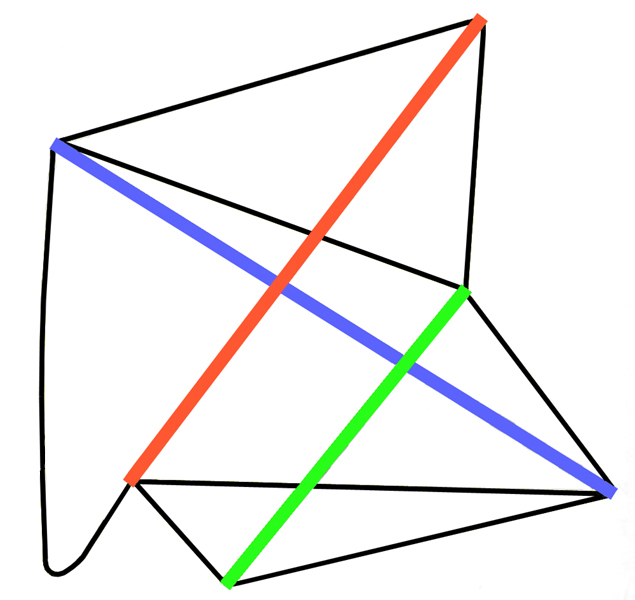
Konstrukcja samonaprężająca się wg Iogansona

Karl Ioganson (łot. Kārlis Johansons, ros. Kaрл Вольдемарович Иогансон - Karl Woldiemarowicz Ioganson; ur. 16 stycznia 1890 w Kieś, zm. 18 października 1929 w Moskwie) – awangardowy artysta łotewski.

## Życiorys
Od roku 1914 działał w grupie łotewskich artystów awangardowych „Zielony kwiatek” (łot. Zaļā puķe).
W okresie Rewolucji Październikowej znalazł się w Moskwie i działał w studiu artystycznym przy Narodowym Komisariacie Łotewskim kierowanym przez członka „Zielonego kwiatka” Aleksandra Drewina.
Następnie Ioganson przyłączył się do kręgu konstruktywistów rosyjskich. Na II wystawie „Towarzystwa Młodych Artystów” w roku 1921 przedstawił „samonaprężające się konstrukcje” uważane przez historyków architektury za prototypy systemów konstrukcyjnych Tensegrity stworzonych w latach pięćdziesiątych XX wieku przez Buckminster Fullera i Kennetha Snelsona. Ioganson komentował swoje dzieło: "Od malarstwa do rzeźby, od rzeźby do konstrukcji, od konstrukcji do technologii i wynalazczości – to jest wybrana przeze mnie droga, która zapewne okaże się ostatecznym celem każdego artysty rewolucyjnego”.
W latach 1923–1926 Ioganson został organizatorem produkcji w fabryce „Czerwony walcownik” (Красный прокатчик). Zdaniem amerykańskiej historyczki Marii Gough Ioganson dowiódł tym możliwości pokonania sprzeczności między sztuką i produkcją przemysłową.